# Zlatý míč 1989
Zlatý míč, cenu pro nejlepšího fotbalistu Evropy dle mezinárodního panelu sportovních novinářů, v roce 1989 získal nizozemský fotbalista Marco van Basten z AC Milán, který vyhrál podruhé za sebou. Na druhém a třetím místě skončili další hráči z AC Milán. Šlo o 34. ročník ankety, organizoval ho časopis France Football a výsledky určili sportovní publicisté z 27 zemí Evropy.

## Pořadí

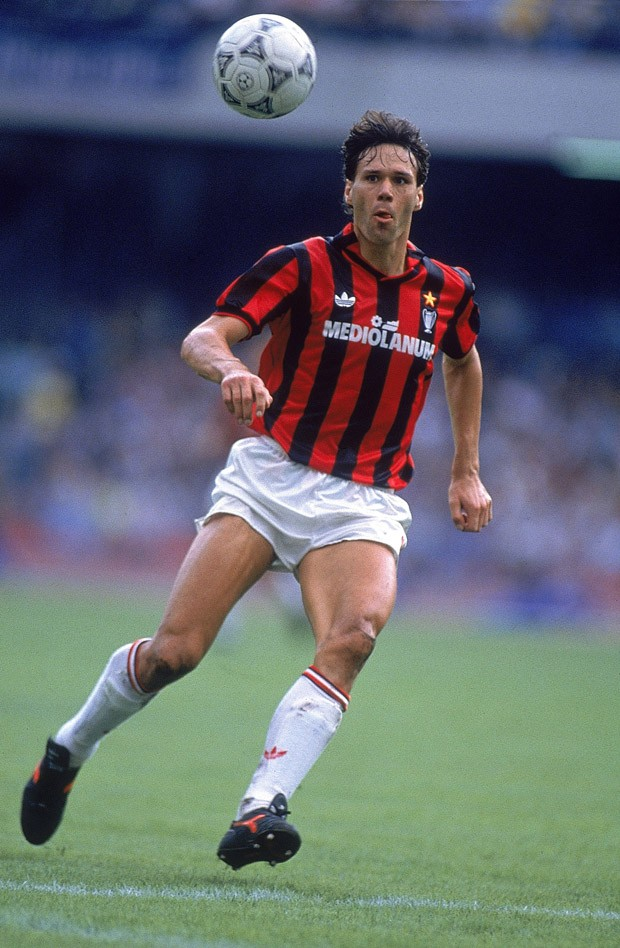
Van Basten v AC Milán

| Pořadí | Jméno                 | Klub                           | Země            | Body |
| ------ | --------------------- | ------------------------------ | --------------- | ---- |
| 1      | Marco van Basten      | AC Milán                       | Nizozemsko      | 119  |
| 2      | Franco Baresi         | AC Milán                       | Itálie          | 80   |
| 3      | Frank Rijkaard        | AC Milán                       | Nizozemsko      | 43   |
| 4      | Lothar Matthäus       | Inter Milán                    | Západní Německo | 24   |
| 5      | Peter Shilton         | Derby County                   | Anglie          | 22   |
| 6      | Dragan Stojković      | CZ Bělehrad                    | Jugoslávie      | 19   |
| 7      | Ruud Gullit           | AC Milán                       | Nizozemsko      | 16   |
| 8      | Gheorghe Hagi         | Steaua Bukurešť                | Rumunsko        | 11   |
| 8      | Jürgen Klinsmann      | VfB Stuttgart Inter Milán      | Západní Německo | 11   |
| 10     | Jean-Pierre Papin     | Marseille                      | Francie         | 10   |
| 10     | Michel Preud'homme    | Mechelen                       | Belgie          | 10   |
| 12     | Oleksij Mychajlyčenko | Dynamo Kyjev                   | Sovětský svaz   | 6    |
| 13     | Míchel                | Real Madrid                    | Španělsko       | 5    |
| 14     | Andreas Brehme        | Inter Milán                    | Západní Německo | 3    |
| 14     | Paulo Futre           | Atlético Madrid                | Portugalsko     | 3    |
| 14     | Karl-Heinz Riedle     | Werder Brémy                   | Západní Německo | 3    |
| 17     | John Barnes           | Liverpool                      | Anglie          | 2    |
| 17     | Packie Bonner         | Celtic                         | Irsko           | 2    |
| 17     | Glenn Hysén           | Fiorentina Liverpool           | Švédsko         | 2    |
| 17     | Oleh Kuzněcov         | Dynamo Kyjev                   | Sovětský svaz   | 2    |
| 17     | Andreas Möller        | Borussia Dortmund              | Západní Německo | 2    |
| 17     | Julio Salinas         | FC Barcelona                   | Španělsko       | 2    |
| 23     | Thomas Häßler         | 1. FC Köln                     | Západní Německo | 1    |
| 23     | Ronald Koeman         | PSV Eindhoven FC Barcelona     | Nizozemsko      | 1    |
| 23     | Robby Langers         | US Orléans OGC Nice            | Lucembursko     | 1    |
| 23     | Gary Lineker          | FC Barcelona Tottenham Hotspur | Anglie          | 1    |
| 23     | Paolo Maldini         | AC Milán                       | Itálie          | 1    |
| 23     | Theo Snelders         | Aberdeen                       | Nizozemsko      | 1    |
| 23     | Gianluca Vialli       | Sampdoria                      | Itálie          | 1    |
| 23     | Oleksandr Zavarov     | Juventus                       | Sovětský svaz   | 1    |